# 胡戈·馮·瓦爾代爾-哈茨

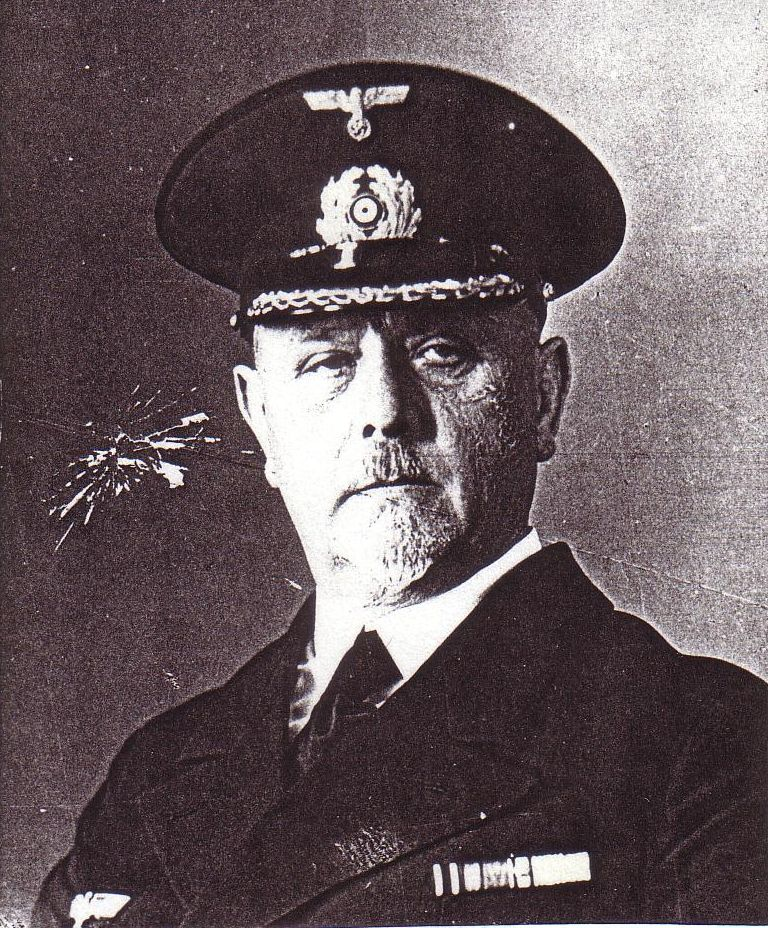
胡戈·馮·瓦爾代爾-哈茨

胡戈·馮·瓦爾代爾-哈茨（德語：Hugo von Waldeyer-Hartz，1876年11月7日—1942年11月29日）是一名德國海軍軍官，也是一名海軍軍事理論作家。
他出生於基爾，加入德意志帝國海軍後也進行軍事理論的研究，著有《潛艇戰爭》、《明天的海軍戰爭》、《德國艦隊的夢想》等書，其中在他擔任上校的威瑪共和國國家海軍時，受到沃爾夫岡·維格納顛覆了以往阿爾弗雷德·馮·蒂爾皮茨的引出敵人部份艦隊進行決戰的理論，改以交通戰對敵方海上貿易線進行攻擊學說的影響。在《明天的海軍戰爭》中，他描述「艦隊間的戰鬥已過時，將來海戰的發展會轉為對海上貿易線—商船的攻防戰」，此書也影響了當時重建中德國海軍的路線，一定程度上促成了往後裝甲艦和大規模潛艇戰的出現。